# Floraí
Floraí est une municipalité brésilienne située dans l'État du Paraná.